# DSV-Pokal 2016/17
Der DSV-Pokal 2016/17 war die 45. Austragung des deutschen Wasserballpokalwettbewerbs der Männer. Er begann am 29. Oktober 2016 mit der 1. Runde und endete mit dem Sieg von Waspo 98 Hannover im Finale über den ASC Duisburg. Hannover sicherte sich seinen dritten Cup-Erfolg nach 1998 und 2003.

## Teilnehmende Mannschaften
Für den DSV-Pokal haben sich folgende 32 Mannschaften qualifiziert:
| Deutsche Wasserball-Liga die 16 Vereine der Saison 2015/16 | 2. Wasserball-Liga Landesgruppen der Saison 2015/16 | ab Oberliga aus der Saison 2015/16            |
| Plätze 1 – 8 - Wasserfreunde Spandau 04 - ASC Duisburg - Waspo 98 Hannover - SV Bayer Uerdingen 08 (TV) - OSC Potsdam - White Sharks Hannover - SSV Esslingen - SG Neukölln Berlin Plätze 9 – 16 - SVV Plauen - Duisburger SV 98 - SV Krefeld 72 - SC Wedding Berlin - SC Neustadt - SV Cannstatt - SV Weiden - SC Wasserfreunde Fulda | Nord - Poseidon Hamburg - SpVg Laatzen - Hellas 1899 Hildesheim - HSG Warnemünde Ost - SGW Brandenburg - Wasserball-Union Magdeburg - SG Schöneberg Berlin - SGW Dresden West - Blau-Weiß Bochum - Düsseldorfer SC 1898 - SV Lünen 08 Süd - SV Würzburg 05 - SG Stadtwerke München - WSV Vorwärts Ludwigshafen - SV Ludwigsburg 08 | Ruhrgebietsliga - DJK SV Poseidon Duisburg II |

## Modus
Der Sieger im DSV-Pokal, wird nach dem K.-o.-System ermittelt. Die Paarungen werden vor jeder Runde ausgelost, wobei unterklassige Vereine Heimrecht haben. Endete ein Spiel nach regulärer Spielzeit unentschieden, kommt es zu einer Verlängerung. Ist das Spiel auch nach der Verlängerung nicht entschieden, wird der Sieger durch Fünfmeterwerfen ermittelt.

## 1. Runde
In der ersten Runde im DSV-Pokal starteten die qualifizierten Mannschaften aus den Landesgruppen der 2. Wasserball-Liga sowie unterklassige Vereine aus der Saison 2015/16.
| Datum               |                             | Ergebnis |                        |
| ------------------- | --------------------------- | -------- | ---------------------- |
| Sa 29.10. 15:00 Uhr | HSG Warnemünde              | 05:19    | SV Würzburg 05         |
| Sa 29.10. 16:00 Uhr | SGW Brandenburg             | 11:10    | SV Lünen 08            |
| Sa 29.10. 16:00 Uhr | DJK SV Poseidon Duisburg II | 02:23    | Poseidon Hamburg       |
| Sa 29.10. 16:30 Uhr | Blau-Weiß Bochum            | 17:60    | SG Schöneberg Berlin   |
| Sa 29.10. 18:00 Uhr | SpVg Laatzen                | 13:12    | SG Stadtwerke München  |
| Sa 29.10. 18:00 Uhr | Wasserball-Union Magdeburg  | 11:70    | Düsseldorfer SC 1898   |
| Sa 29.10. 18:00 Uhr | SV Ludwigsburg 08           | 15:12    | SGW Dresden            |
| Sa 29.10. 18:30 Uhr | WSV Vorwärts Ludwigshafen   | 14:13    | Hellas 1899 Hildesheim |

## 2. Runde
In der zweiten Runde gesellen sich zu den acht Siegern der ersten Runde, jene Mannschaften aus der Deutschen Wasserball-Liga die in der Saison 2015/16 die Plätze 9 bis 16 belegten.
| Datum               |                            | Ergebnis |                   |
| ------------------- | -------------------------- | -------- | ----------------- |
| Sa 12.11. 17:30 Uhr | SC Wedding Berlin          | 07:10    | SVV Plauen        |
| Sa 12.11. 18:00 Uhr | Wasserball-Union Magdeburg | 11:80    | SV Ludwigsburg 08 |
| Sa 12.11. 18:00 Uhr | SV Weiden                  | 9:8      | SV Würzburg 05    |
| Sa 12.11. 18:00 Uhr | SC Neustadt                | 11:12    | SV Krefeld 72     |
| Sa 12.11. 18:30 Uhr | WSV Vorwärts Ludwigshafen  | 18:10    | SGW Brandenburg   |
| Sa 12.11. 18:30 Uhr | Duisburger SV 98           | 13:12    | SV Cannstatt      |
| Sa 12.11. 19:00 Uhr | SC Wasserfreunde Fulda     | 07:16    | Poseidon Hamburg  |
| Sa 12.11. 19:30 Uhr | SpVg Laatzen               | 10:11    | Blau-Weiß Bochum  |

1. ↑  Sieg nach Fünfmeterwerfen

## Achtelfinale
Ab dem Achtelfinale steigen die acht besten Mannschaften der Deutschen Wasserball-Liga aus der Saison 2015/16 in den Wettbewerb ein.
| Datum               |                            | Ergebnis |                          |
| ------------------- | -------------------------- | -------- | ------------------------ |
| Sa 26.11. 16:00 Uhr | SVV Plauen                 | 9:8      | SSV Esslingen            |
| Sa 26.11. 16:00 Uhr | Duisburger SV 98           | 09:10    | White Sharks Hannover    |
| Sa 26.11. 16:00 Uhr | SG Neukölln Berlin         | 08:12    | SV Bayer Uerdingen 08    |
| Sa 26.11. 17:00 Uhr | SV Krefeld 72              | 09:18    | OSC Potsdam              |
| Sa 26.11. 18:00 Uhr | SV Weiden                  | 08:10    | Poseidon Hamburg         |
| Sa 26.11. 18:00 Uhr | Wasserball-Union Magdeburg | 03:24    | ASC Duisburg             |
| Sa 26.11. 18:15 Uhr | Blau-Weiß Bochum           | 04:24    | Wasserfreunde Spandau 04 |
| Sa 26.11. 18:30 Uhr | WSV Vorwärts Ludwigshafen  | 06:30    | Waspo 98 Hannover        |

1. ↑  Sieg nach Fünfmeterwerfen

## Viertelfinale
| Datum               |                       | Ergebnis |                          |
| ------------------- | --------------------- | -------- | ------------------------ |
| Sa 17.12. 16:00 Uhr | SVV Plauen            | 09:23    | Wasserfreunde Spandau 04 |
| Sa 17.12. 16:00 Uhr | Poseidon Hamburg      | 01:19    | Waspo 98 Hannover        |
| Sa 17.12. 16:00 Uhr | White Sharks Hannover | 08:12    | ASC Duisburg             |
| Sa 17.12. 18:00 Uhr | SV Bayer Uerdingen 08 | 05:10    | OSC Potsdam              |

## Finalrunde inDüsseldorf

### Halbfinale
| Datum               |                   | Ergebnis |                          |
| ------------------- | ----------------- | -------- | ------------------------ |
| Fr 27.01. 17:15 Uhr | ASC Duisburg      | 14:80    | OSC Potsdam              |
| Fr 27.01. 18:30 Uhr | Waspo 98 Hannover | 9:4      | Wasserfreunde Spandau 04 |

### Spiel um Platz 3
| Datum               |             | Ergebnis |                          |
| ------------------- | ----------- | -------- | ------------------------ |
| Sa 28.01. 15:15 Uhr | OSC Potsdam | 06:11    | Wasserfreunde Spandau 04 |

### Finale
| ASC Duisburg | ASC Duisburg | Waspo 98 Hannover | Waspo 98 Hannover |
| | Finale Samstag, 28. Januar 2017 um 18:00 Uhr in Düsseldorf (Rheinbad50) Ergebnis: 9:10 (2:2,3:1,2:3,2:4) Schiedsrichter: Aurel Tiz, Frank Ohme Spielerstatistik |                   |                   |
| Moritz Schenkel, Christopher Hans – Dennis Eidner, Gilbert Schimanski, Julian Real , Bastian Schmellenkamp, Manuel Grohs, Philipp Kalberg, Nick Möller, Nils Illinger, Paul Schüler, Jan Obschernikat, Jan Bakulo Trainer: Christian Vollmert | Roger Kong – Ante Ćorušić, Erik Bukowski, Marin Ban, Darko Brguljan, Aleksandar Radović, Predrag Jokić , Ingo Pickert, Luka Sekulić, Pere Estrany Esforzado, Marek Tkáč, Jorn Winkelhorst, Felix Haarstick Trainer: Karsten Seehafer                                              |                   |                   |
| 1:1 Julian Real (1:47) 2:1 Jan Obschernikat (5:12) 3:2 Jan Obschernikat (9:58) 4:2 Paul Schüler (11:04) 5:3 Dennis Eidner (13:51) 6:4 Paul Schüler (18:46) 7:5 Paul Schüler (19:13) 8:10 Jan Bakulo (31:16) 9:10 Julian Real (31:59)          | 0:1 Luka Sekulić (1:10) 2:2 Aleksandar Radović (5:38) 4:3 Ante Ćorušić (13:26) 5:4 Luka Sekulić (17:13) 6:5 Aleksandar Radović (18:57) 7:6 Darko Brguljan (20:59) 7:7 Erik Bukowski (25:58) 7:8 Darko Brguljan (28:01) 7:9 Aleksandar Radović (28:39) 7:10 Darko Brguljan (30:43) |                   |                   |